# Midzomereeuw
Midzomereeuw, In gevecht met de vogels (Engelse titel: Midsummer century) is een korte roman van James Blish. Blish was ziek toen hij het boek schreef en zou luttele jaren later overlijden. Het boek valt in de categorie sciencefiction. Het verhaal speelt zich grotendeels af in de 250e eeuw. 

## Synopsis
Hoofdpersoon is Dr. John Martels, Brits astronoom in de 20e eeuw. Hij is een van de wetenschappers die vanwege een gunstiger financieel klimaat zich in de Verenigde Staten vestigt. Hij verricht onderzoek aan een radiotelescoop als hij ten val komt. Zijn stoffelijke resten vallen letterlijk; zijn geestkracht wordt om onduidelijke reden geïmplanteerd in een computer in de 250e eeuw. Deze computer, Qvant genoemd, staat in een museum. De wereldbevolking is dan gedecimeerd, waardoor de mensen geen gebruik meer maken van automatisering, de noodzaak daartoe is verdwenen. Langzaam ebt de kennis weg, de computer wordt eigenlijk alleen nog gebruikt in de strijd met de vogels. De mensheid is in zichzelf gekeerd en ziet een “leven” in de huidige wereld niet meer als het belangrijkste; wat je in het hiernamaals bereikt of de invloeden van de geesten vanuit het hiernamaals zijn veel belangrijker geworden. Daartegenover staan de vogels, die zich steeds verder ontwikkelen en regelmatig een greep naar de macht doen. 
De geest van Martels probeert zich los te maken van Qvant en dat lukt deels als de stamoudste Tlam raad vraagt aan Qvant. Martels weet zich een weg te banen naar de geest van Tlam, onbewust van het feit dat Qvant mee verhuist. Zij reizen over het continent dat eens Zuid-Amerika was. De jaartelling van de mensheid is overgegaan in "Wedergeboorten". Deze "Wedergeboorten" zijn ontstaan nadat de mensheid ten onder is gegaan aan een piek in radioactiviteit. Qvant blijkt uiteindelijk een deel te zijn van een groter geheel dat de mensheid moet verder helpen naar de volgende "Wedergeboorte".   

## Opmerkingen
- de subtitel "In gevecht met de vogels" wordt niet in de oorspronkelijke versie genoemd;
- Blish becommentarieert in de inleiding het Britse klassenstelsel (adel tegenover arbeiders), maar wijst er tevens op dat er in de Verenigde Staten een parallel is in de discriminatie van “de negers, de Mexicanen en de armen”, ook de toenmalige beperking van persvrijheid als gevolg van de Vietnamoorlog en de eerdere J. Edgar Hooverdoctrine (Hoover overleed in 1972) worden aangehaald;
- het boek werd maar matig ontvangen, volgens de meeste sf-lezers heeft Blish beter boeken geschreven. Met name de hoge kwaliteit van zijn Cities in Flight wordt/werd geroemd.
- in het boek wordt Fred Hoyle, een andere sf-schrijver, aangehaald
- het boek gaat verder dan The Birds van Alfred Hitchcock; het is oorlog tussen mensen en vogels.